# Stardust we are
Stardust we are is het derde studioalbum van The Flower Kings. Het werd een dubbel-cd, die werd opgenomen in hun eigen Foxtrot Mobile Studio in Uppsala gedurende de winter van 1996/1997. The Flower Kings vonden steeds meer hun eigen stijl, dat wil zeggen complexe progressieve rock. Dat is dan ook te horen op met name cd1, waarin de muziek complexer is dan op cd2. Het album zorgde voor verdeeldheid onder de fans destijds. De aanhangers van meer traditionele progressieve rock vonden het te complex en te langdradig, fans van de nieuwere complexere richting konden de stijlwisseling wel appreciëren. Bijna unaniem positief was men over de titelsong Stardust we are, een driedelige suite, die beide stromingen liet horen.

## Musici
- Roine Stolt: gitaar, zang, toetsinstrumenten
- Tomas Bodin: toetsinstrumenten accordeon en geluidseffecten
- Michael Stolt: basgitaar
- Jaime Salazar: slagwerk
- Hasse Bruniusson: percussie
- Hans Fröberg: zang

Met
- Ulf Wallander: sopraansaxofoon
- Håkan Almqkvist: sitar, tabla

## Muziek
Alle van Roine Stolt, behalve waar aangegeven:

| Nr. | Titel                           | Duur  |
| --- | ------------------------------- | ----- |
| 1.  | In the eyes of the world        | 10:38 |
| 2.  | A room with a view (Bodin)      | 1:26  |
| 3.  | Just this once                  | 7:54  |
| 4.  | Church of your heart            | 9:10  |
| 5.  | Poor Mr. Rain's ordinary guitar | 2:44  |
| 6.  | The man who walked with kings   | 4:59  |
| 7.  | Circus Brimstone (Bodin, Stolt) | 12:03 |
| 8.  | Crying clown (Bodin)            | 0:58  |
| 9.  | Compassion                      | 8:40  |

| Nr. | Titel                          | Duur  |
| --- | ------------------------------ | ----- |
| 1.  | Pipes of peace (Bodin, Stolt)  | 1:19  |
| 2.  | The end of innocence           | 8:29  |
| 3.  | The merrygoround               | 8:17  |
| 4.  | Don of the universe            | 7:02  |
| 5.  | A day at the mall (Bodin)      | 0:45  |
| 6.  | Different people               | 6:19  |
| 7.  | Kingdom Of Lies (Bodin, Stolt) | 5:47  |
| 8.  | If 28                          | 2:15  |
| 9.  | Ghost of the red cloud         | 4:37  |
| 10. | Hotel Nirvana                  | 1:49  |
| 11. | Stardust we are                | 25:03 |